# Pleusymtes pribilofensis
Pleusymtes pribilofensis is een vlokreeftensoort uit de familie van de Pleustidae. De wetenschappelijke naam van de soort is voor het eerst geldig gepubliceerd in 2004 door Hendrycks & Bousfield.